# Steven Zuber
Steven Zuber (Winterthur, Suïssa, 17 d'agost de 1991) és un futbolista suís que juga com a migcampista a l'AEK Atenes FC. És internacional amb la selecció de Suïssa.

## Trajectòria
Zuber va formar-se als clubs suïssos FC Kollbrunn-Rikon, FC Turbenthal i FC Winterthur. Va debutar com a sènior amb el Grasshopper a la Copa Intertoto el 12 de juliol de 2008 i el 3 d'agost del mateix any va debutar a la Super Lliga suïssa. Amb el club zuriquès va guanyar la Copa suïssa de 2013. En les 5 temporades amb el club suís va jugar 119 partits i va marcar 21 gols. El juliol de 2013 va fitxar pel CSKA Moscou, club amb el qual va guanyar la Lliga Premier russa 2013-14 i dues Supercopes (2013 i 2014). L'any següent, el 2014, va fitxar pel Hoffenheim de la Bundesliga alemanya.

### VfB Stuttgart
El 9 de gener de 2019, Zuber fou cedit al VfB Stuttgart fins a final de temporada.

### Eintracht Frankfurt
El 4 d'agost de 2020, Zuber va fitxar per l'Eintracht Frankfurt de la Bundesliga, amb contracte per tres anys, alhora que Mijat Gaćinović feia el camí contrari.

## Internacional
Zuber ha estat internacional amb la selecció de Suïssa. Va jugar en les categories juvenils sub17, sub19, sub21 i sub23. Va debutar amb l'absoluta el 25 de març de 2017 en la derrota de Suïssa contra Letònia en la fase de classificació per a la Copa del Món 2018. Zuber va disputar els Jocs Olímpics de 2012 i la Copa del Món de 2018. A la Copa del Món de 2018 va marcar el gol de l'empat contra Brasil el 17 de juny de 2018, en la fase de grups.

## Palmarès[9]
Grasshopper
- Copa suïssa (1): 2013

CSKA Moscou
- Lliga Premier russa (1): 2013-14
- Supercopa russa (2): 2013, 2014